# エンシェント・ヒストリー・エンサイクロペディア
エンシェント・ヒストリー・エンサイクロペディア（Ancient History Encyclopedia）は、ヤン・ファン・デル・クラッベンが2009年に設立した非営利の教育組織。世界の歴史に関する記事、画像、動画などを公開している。
2021年、ワールド・ヒストリー・エンサイクロペディア（World History Encyclopedia）に改名した。名前が示す通り、古代から今日に至るまでの世界の全ての歴史を網羅することを目的としている。